# Lac de Batcrabère supérieur
Le lac de Batcrabère supérieur est un lac pyrénéen français situé administrativement dans la commune d'Arrens-Marsous dans le département des Hautes-Pyrénées, dans le Lavedan en Occitanie.
Le lac a une superficie de 6,8 ha pour une altitude de 2 180 m, il atteint une profondeur de 30 m.

## Toponymie
En occitan, batcrabère, qui vient de bat signifie vallée et  crabère signifie chevres donc  la « vallée aux chèvres ».

## Géographie
Le lac de Batcrabère supérieur est un lac naturel situé dans l'enceinte du parc national des Pyrénées, dans la vallée d'Arrens en val d'Azun.

### Topographie
| Pic de la Lie (2 673 m)             | Lac de Batbielh (2 229 m)                                  | Refuge de Larribet (1 958 m) |
| Pic d’Artouste (2 816 m)            | lac de Batcrabère supérieur                                | Crête de la Garenère         |
| Pic Palas (2 974 m) Port du Lavedan | Lacs de Micoulaou (2 362 m) Sommet de Batcrabère (2 707 m) |                              |

### Hydrographie
Le lac a pour émissaire le ruisseau de Larribet.

## Protection environnementale
Le lac est situé dans le parc national des Pyrénées et fait partie d'une zone naturelle protégée, classée ZNIEFF de type 1 : Hautes vallées des gaves d’Arrens et de Labat de Bun

## Voies d'accès
Le lac de Batcrabère supérieur est accessible par le versant est au départ de la centrale électrique de Migouélou prendre le sentier du lac de Suyen et à la toue de Doumblas prendre vers le refuge de Larribet.